# Bevelled-rim bowls

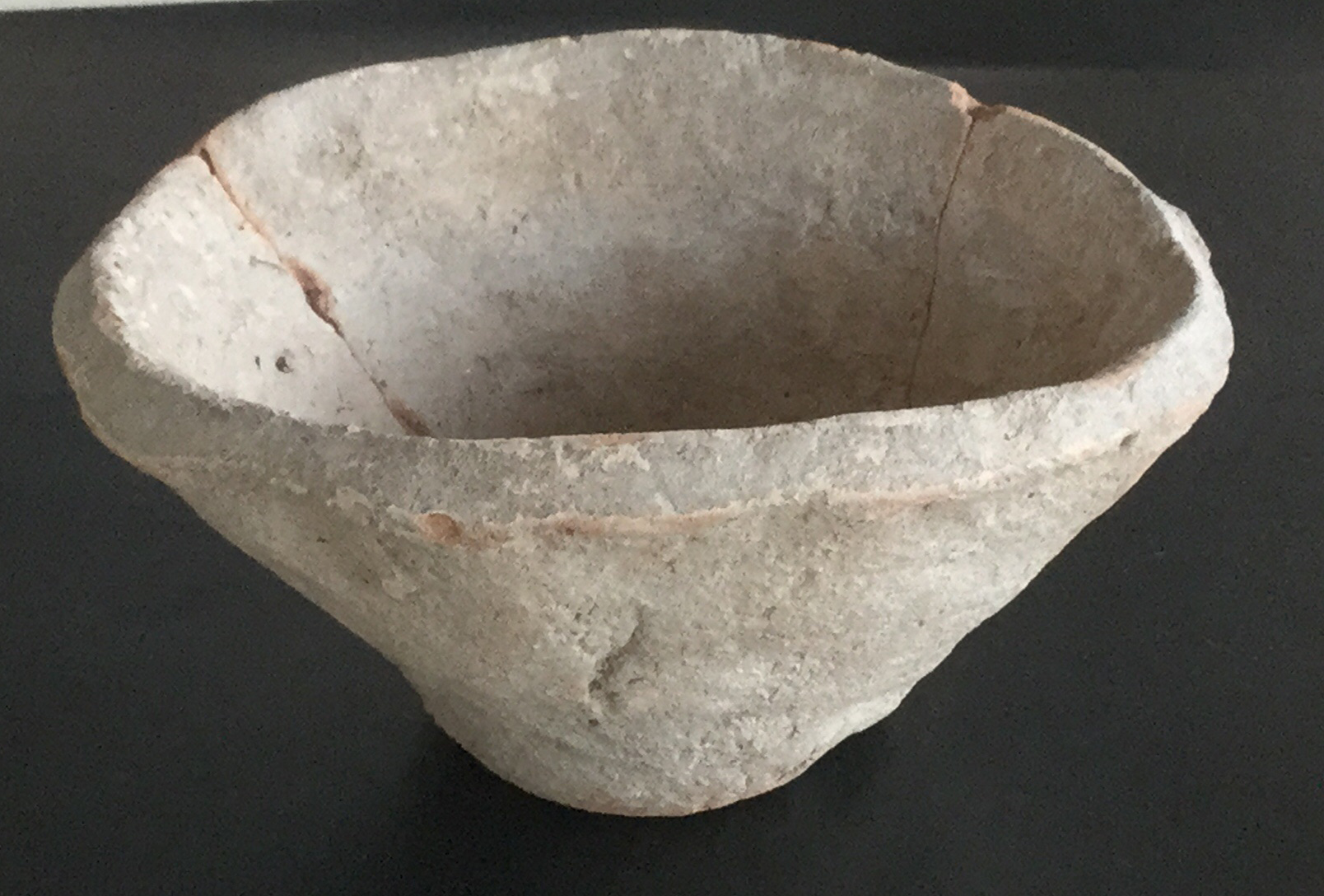
Una bevelled-rim bowl del periodo di Uruk, ca. 3400-3200 a.C., da Habuba Kabira, Siria

Le bevelled-rim bowls ('scodelle a bordo tagliato di sbieco') o BRB sono ciotole di terracotta ritrovate a partire dallo strato XII del tempio Eanna di Uruk.

## Caratteristiche e funzione
Erano prodotte a stampo (quindi non con il tornio) in quantitativi molto grossi, tanto che è diffusa la convinzione (Hans Nissen, Greg Johnson) che si trattasse di recipienti per le razioni di pasti "di ambito extra-familiare", da destinare agli "operai" occupati a realizzare le grosse costruzioni coordinate da un potere centrale (le organizzazioni templari, che si raccoglievano attorno a centri di un culto destinato ormai a divinità personali, come sembra suggerire il fatto che nei singoli insediamenti comparvero diversi templi). La loro funzione resta comunque dubbia.
Questo tipo di materiale ceramico era presente già dal 3500 a.C. ca., ma fu con il periodo tardo-Uruk che il sistema si radicò. Attestano una produzione intensiva anche diversi forni da vasaio, trovati a Uruk in luoghi concentrati.
Le dimensioni tipiche di tali scodelle erano di 18 cm di larghezza per 10 di altezza, ma di fatto è possibile individuare dei "punti di addensamento preferenziali": ciotole grandi, medie e piccole. Queste differenze di dimensione, secondo lo storico Liverani, non vanno associate alle diverse retribuzioni in cibo di uomini, donne e bambini (come ipotizzato da altri studiosi).
La materia grossolana di cui erano composti li rendeva porosi e quindi inadatti a contenere liquidi: forse servivano a contenere pasti a base di orzo o frumento. Di certo non fungevano da contenitori da asporto. I numerosi esemplari ritrovati dagli archeologi presentano all'esterno il calco della superficie irregolare e ruvida dello stampo, mentre sono visibili le ditate dei vasai che comprimevano l'argilla sul lato interno dello stampo e fendevano di sbieco il bordo con il pollice (di qui il nome).
Alcuni studiosi hanno ipotizzato che queste ciotole di grossolana fattura fossero destinate ad essere gettate dopo l'utilizzo e rappresenterebbero quindi una sorta di produzione di massa, assimilabile ai nostri sacchetti di plastica. Lo storico Liverani rigetta del tutto questa ipotesi argomentando che si tratterebbe di uno spreco incompatibile con l'economia e la mentalità dell'epoca. La sua ipotesi è che tali scodelle, detenute dall'amministrazione templare, venissero usate per servire i pasti ai "lavoratori occasionali (specialmente di corvée)" (e quindi poi raccolte e riposte), mentre i dipendenti fissi dello stato venivano retribuiti con razioni alimentari mensilmente.
Le bevelled-rim bowls rappresentano un autentico marchio della cultura di Uruk. Siti settentrionali, come Tell Brak o Hammoukar, che ospitano "società" con culture sufficientemente radicate, adottarono velocemente le abitudini meridionali di Uruk, come evidenzia appunto l'uso delle ciotole. L'influenza di Uruk sul nord mesopotamico e le culture limitrofe sarebbe avvenuta soprattutto tramite l'assimilazione per la via dei contatti commerciali piuttosto che attraverso la conquista militare.
Susa, un centro in Iran, sorto probabilmente ad opera di forze locali all'inizio del IV millennio, finì per essere radicalmente influenzata dalla cultura di Uruk, come dimostra il ritrovamento di ceramica tipica del Tardo Uruk (ad esempio, bullae con calculi). Susa finì per diventare anch'essa una città com'era avvenuto per Uruk e controllava il commercio per l'intera Susiana (la regione nei pressi del fiume Karun, nella piana alluvionale ai piedi degli Zagros). Tramite Susa, le bevelled-rim bowls giunsero in tutto l'Iran: esse sono infatti attestate negli Zagros (Godin Tepe, Choga Gavaneh), nel nord (Tepe Ozbaki, Tepe Sialk), nel centro (Tepe Yahiya), nel sud (Nurabad), e persino sulla costa dell'attuale Pakistan (Miri Qalat).